# Mjóifjörður (Ísafjarðardjúp)
Il Mjóifjörður (in lingua islandese: Fiordo stretto) è un fiordo laterale che si dirama nella sponda meridionale dell'ampio Ísafjarðardjúp, nella regione dei Vestfirðir, i fiordi occidentali dell'Islanda.

## Descrizione
Il Mjóifjörður è una delle numerose diramazioni del grande fiordo Ísafjarðardjúp; è largo solo 2 km e si estende per 18 km nell'entroterra. Questa conformazione gli ha attribuito la denominazione di fiordo stretto. I rilievi collinari circostanti hanno altezze comprese tra 250 e 400 metri.
A circa 1/3 della lunghezza del fiordo a partire dal suo ingresso si trova anche la piccola isola Hrútey. Lo stretto Eyasund è chiuso a ovest da una diga su cui scorre strada S61 Djúpvegur.
Non ci sono insediamenti significativi e la maggior parte delle fattorie un tempo presenti nel fiordo risultano ora abbandonate.

## Denominazione
Il nome "Mjóifjörður" (fiordo stretto) è abbastanza comune in Islanda e fa riferimento alla conformazione stretta e allungata di alcuni fiordi.
Altri fiordi con questo nome sono:
- Mjóifjörður (Austurland), nella regione dell'Austurland.
- Mjóifjörður (Kerlingarfjörður), nella parte meridionale dei Vestfirðir.

## Accessibilità
La strada T633 Mjóafjarðarvegur corre intorno al fiordo. Si tratta di una strada secondaria e dal fondo non stabilizzato, lunga quasi 38 km e che un tempo faceva parte della strada S61 Djúpvegur prima della realizzazione del ponte lungo 127 metri costruito nel 2009 nella parte orientale del fiordo; la T633 attraversa anche l'isola Hrútey.